# Fritz Henle
Fritz Henle (Dortmund, Alemania, 1909 - Saint Croix, Islas Vírgenes, 1993) fue un fotógrafo conocido como "Mr. Rollei" por su uso del medio formato con la popular cámara.

## Trayectoria
Estudió física en Múnich. Comienza su interés por la fotografía, a los 20 años de edad publica su primera obra. Posteriormente estudió en la fotografía en la Escuela de Fotografía de Baviera, graduándose con Diploma de Honor.
Realizó trabajos en la Toscana, Italia, especializándose en las obras del Renacimiento. Realizó series en China y Japón. Colaboró con numerosas revistas y libros, como: “Fortune”, “Life”,  “Time Life”, “Harper´s Bazaar”. Ganó fama como fotógrafo de desnudos femeninos, y por realizar retratos de importantes personalidades, entre los que se encuentran Frida Kahlo y Diego Rivera.
A partir de 1958, se establece en las Islas Vírgenes, desde donde se desplazaba a todo el mundo para realizar sus trabajos. Sus archivos los donó a la Universidad de Texas, en Austin.
Aclamado como el último de los grandes fotógrafos clásicos por Helmut Gernsheim, la carrera de Henle abarca alrederdor de 60 años, durante los cuales amasó un archivo de más de 110.000 negativos representando imágenes de Europa, India, Japón, Hawaii, USA, México, y el Caribe. Moda, retrato, viajes y temas industriales fueron fotografiados con sensibilidad por este maestro de la fotografía contemporánea.